# 魯成公
魯成公（？—前573年），姬姓，名黑肱，為東周春秋時期諸侯國魯國的一位君主，是魯國第二十一任君主，承襲父親魯宣公擔任該國君主，在位18年。
在位期間執政為季孫行父、仲孫蔑、叔孫僑如。

## 在位事蹟
- 魯成公元年（前590年），季孫行父在魯國實行一種「作丘（地區單位）甲」的地區編制。
- 魯成公二年（前589年）春天，齊國要攻打魯、衛兩國。魯、衛兩國大夫請求晉國出兵，晉國以郤克為主將率兵救討伐齊國，以救援魯、衛二國。同一年，齊頃公親率齊軍南下攻打魯國龍邑（今山東泰安市東南），寵臣盧蒲就癸被殺，頃公怒而攻至巢丘（今山東泰安市境內）。季孫行父率魯軍幫晉、衛、曹等國，去攻打齊國的鞌（今山東濟南市歷城區）。齊頃公在鞌之戰[1]大敗，齊頃公被晉軍追逼，「差點被俘，幸得大夫逢丑父相救，二人互換衣服，佯命齊頃公到山腳華泉取水，得以逃走。同年十一月，魯國的魯成公同蔡景侯、許靈公、秦國右大夫說、宋國華元、陳國公孫寧、衛國孫良夫、鄭國子良、齊國大夫、曹、邾、薛、鄫等多國代表參與由楚國公子嬰齊在蜀（今山東泰安市東南）所主辦的會盟。[2][3]

- 魯成公七年（前584年），吳國攻打鄰近魯國的郯國，郯國被納入吳國的領土的事，因此季孫行父向魯國國君發出「中國不振旅，蠻夷（指吳國）來伐」的警告。

- 魯成公十六年（前575年），魯成公的夫人定姒產下魯成公的兒子姬午。

- 魯成公十八年（前573年），魯成公薨，姬午即位（即後來的魯襄公）。魯成公逝世后，与前代鲁国君主类似，按照埋葬周天子的礼仪法规安葬于阚城。所在即鲁九公墓[4]:89，在今济宁市境内。

## 家族
- 父，魯宣公
- 母，穆姜
- 弟，公子偃
- 弟，公子鉏
- 妹，伯姬，宋共公的正室
- 妻，齊姜
- 妻，定姒，生魯襄公

### 子
| 通稱   | 姓 | 氏 | 名       | 字 | 母   | 諡 | 封地 |
| ------ | -- | -- | -------- | -- | ---- | -- | ---- |
| 魯襄公 | 姬 |    | 午       |    | 定姒 | 襄 | 魯國 |
| 公衡   | 姬 |    | 衡或衡父 |    |      |    |      |